# Famille Cotroni
 (mai 2025).
Si vous disposez d'ouvrages ou d'articles de référence ou si vous connaissez des sites web de qualité traitant du thème abordé ici, merci de compléter l'article en donnant les références utiles à sa vérifiabilité et en les liant à la section « Notes et références ».
La Famille Cotroni (ou Clan Cotroni), créée dans les années 1950 par Vincent Cotroni, est une famille mafieuse de la Cosa nostra canadienne, historiquement contrôlée par des mafieux d'origine calabraise. Son influence s'étendait principalement dans le sud du Québec et l'Ontario jusqu'à ce que la famille Rizzuto la supplante. Le FBI la considère comme étant une branche de la famille Bonanno de New York.

## Création de la famille

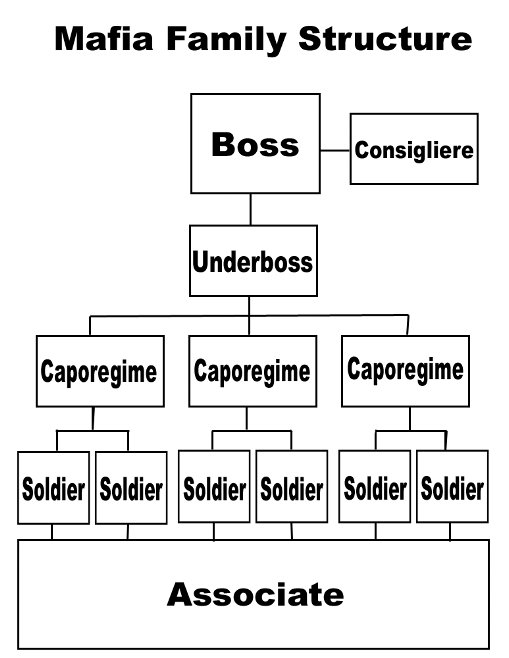
Organisation des familles mafieuses de Cosa Nostra

En 1954, Joseph Bonanno, l'un des cinq parrains de la mafia new-yorkaise, décide de prendre le contrôle du crime organisé à Montréal et y envoie son second, Carmine Galante, afin de s'en occuper. Le contrôle se fait pacifiquement. Vincent Cotroni, Luigi Greco et les autres chefs mafieux acceptent de se placer sans protester sous l'autorité de la famille Bonanno. Galante y dirige les affaires jusqu'en 1958, mais est arrêté cette année pour trafic d'héroïne, à peu près en même temps que Giuseppe Cotroni, le frère de Vincent. Les deux hommes passeront de nombreuses années en prison avant d'être libérés au début des années 1970.
Dès lors, c'est Vic Cotroni qui prend les affaires en main, et les Bonanno acceptent de lui faire confiance pour gérer leurs affaires liées au trafic d'héroïne pour les réseaux de la French Connection. Ses activités sont tellement discrètes qu'il ne fera l'objet d'aucunes attention dans les journaux avant 1966. Il dirige la vente de stupéfiants et les réseaux de prostitution du pays. William O'Bront, un magnat qui a fait sa fortune dans le commerce de la viande, lui sert de banquier pour faire ses blanchiments d'argent. 
C'est en 1966 que le public entend parler de Cotroni pour la première fois lorsque le magazine ontarien Maclean's publie une série d'articles sur la mafia canadienne et place Vic Cotroni à sa tête.

## Les dernières années de Vincent Cotroni
Au milieu des années 1970, les activités de Cotroni sont perturbées par la Commission d'enquête sur le crime organisé (CECO) créée par le gouvernement Bourassa. Il passe devant les juges enquêteurs le 30 novembre 1973 et y nie être le Parrain. Deux ans plus tard, cependant, la CECO met au jour un réseau de distribution de viande avariée dans lequel il a été impliqué. Lui et William O'Bront avaient créé la Reggio Food dans les années 1960, et cette compagnie était devenue le distributeur attitré de viande pour Expo 6711. Les deux hommes en avaient profité pour y refiler de la viande avariée, ce qui ne s'est su que plusieurs années plus tard. Obront est condamné mais Cotroni, une fois de plus, n'est pas inquiété, faute de preuves suffisantes.
Entre-temps, vieillissant, il a commencé à organiser sa succession. Il divise d'abord ses responsabilités en quatre équipes dirigées par son frère Frank, Nicolas Dilorio, Luigi Greco et Paolo Violi. Trouvant probablement son frère trop imprévisible, il lui préfère Paolo Violi, un Calabrais de Toronto qui s'est installé à Montréal au début des années 1970. Celui-ci devient petit à petit le numéro 2 de l'organisation car il lui revient le droit de gérer de plus en plus les affaires quotidiennes.

## Guerre des Familles mafieuses de Montréal des années 1970
À la fin des années 1970, la guerre éclate entre les Calabrais dirigés par le bras-droit de Cotroni, Paolo Violi et le clan sicilien, dirigé par Nicolo Rizzuto et son fils Vito. Violi et ses frères sont assassinés les uns après les autres et les Rizzuto parviennent à prendre le contrôle de l'organisation. Cotroni ne semble pas avoir pris parti, ce qui fait qu'il n'est pas inquiété. Cette guerre se termine en 1981.

## Années 1980-1990
Vincent Cotroni meurt d'un cancer le mercredi 19 septembre 1984 à l'âge de 73 ans, deux mois avant son 74e anniversaire. Une bonne partie des chefs mafiosos d'Italie et des États-Unis assistent à ses funérailles dont le cortège funèbre est composé de 33 corbillards garnis de bouquets et de couronnes de fleurs.
Son frère Frank Cotroni lui succède jusqu'à ce qu'il meure en 2004, ce qui marque la fin de la famille Cotroni en tant que telle. Elle s'est depuis intégrée à la famille Rizzuto, en restant la faction calabraise de l'organisation. L'hostilité reste permanente entre la faction sicilienne et calabraise.

## XXIesiècle: guerre de Montréal
Dans les années 2000, une autre guerre a éclatè entre la faction sicilienne et calabraise de Cotroni, bien que ce dernier meure en 2004. La série Famille de criminel a montré le témoignage du fils d'un proche du clan qui a été assassiné en 2013. 

## Parrains de la Famille Cotroni
- Joseph Bonanno
- Carmine Galante
- Vincent Cotroni
- Paolo Violi
- Nicolo Rizzuto
- Frank Cotroni